# گیسکا برگارا
گیسکا برگارا (انگلیسی: Gaizka Bergara؛ زادهٔ ۷ فوریهٔ ۱۹۸۶) بازیکن فوتبال اهل اسپانیا است.
از باشگاه‌هایی که در آن بازی کرده‌است می‌توان به باشگاه فوتبال اتلتیک بیلبائو و باشگاه فوتبال اتلتیک بیلبائو بی اشاره کرد.